# Chuck Russell
Charles Russell (Park Ridge, 9 mei 1958) is een Amerikaans filmregisseur, -producent en scenarioschrijver.
Russell begon zijn filmcarrière als producent eind jaren zeventig en maakte zijn regiedebuut in 1987 met het derde deel van de Nightmare on Elm Street-filmreeks, A Nightmare on Elm Street 3: Dream Warriors. Verder regiewerk volgde, waaronder actie- en horrorfilms. Zijn bekendste films die hij regisseerde zijn The Mask (1994) en Eraser (1996). The Mask was tot nu toe Russells grootste financiële succes.

## Filmografie

### Film

#### Als regisseur
- 1987: A Nightmare on Elm Street 3: Dream Warriors
- 1988: The Blob
- 1994: The Mask
- 1996: Eraser
- 2000: Bless the Child
- 2002: The Scorpion King
- 2016: I Am Wrath
- 2019: Junglee
- 2022: Paradise City

#### Als producent
- 1979: The Great American Girl Robbery
- 1980: The Hearse – Line producer
- 1981: Hell Night – Uitvoerend producent
- 1982: The Seduction – Uitvoerend producent
- 1984: Dreamscape – Geassocieerde producent
- 1984: Body Rock – Geassocieerde producent
- 1985: Girls Just Want to Have Fun
- 1986: Back to School
- 1994: The Mask – Uitvoerend producent
- 1996: Eraser – Uitvoerend producent
- 2004: Collateral – Uitvoerend producent

#### Als scenarioschrijver
- 1984: Dreamscape
- 1987: A Nightmare on Elm Street 3: Dream Warriors
- 1988: The Blob
- 2019: Junglee
- 2022: Paradise City

### Televisie

#### Als regisseur
- 2010: Fringe – Aflevering "The Abducted"

#### Als producent
- 1998: Black Cat Run – Uitvoerend producent – Televisiefilm